# Hans F. Marijnissen
Ing. Johannes Franciscus (Hans) Marijnissen (Breda, 21 oktober 1949) is een Nederlandse dichter en auteur. Hij schrijft teksten vanaf najaar 1964 en publiceerde vanaf 1971 poëzie in bundels van Opwenteling (Eindhoven) en tijdschriften in Nederland en België.

## Achtergrond, bronnen en thema's
Op de middelbare school Newman-H.B.S. in Breda ontdekte een docente Nederlands zijn talent voor taal, en in de winter van 1964-1965 werden zijn eerste gedichten gepubliceerd in het schoolblad De Ark. De eerste hoofdstukken van wat later zijn romans zouden worden werden ook genoteerd rond die tijd. Gelijktijdig ontstonden de eerste depressies en behandelingen. Het seksueel misbruik dat hem in het voorjaar van 1962 had getroffen wakkerde zijn creativiteit aan maar ondermijnde zijn leven. Daarnaast zouden de invaliditeit van zijn moeder (multiple sclerose) en de posttraumatische stressstoornis van zijn vader in zijn proza en poëzie een overwegende rol gaan spelen. Na de H.B.S. volgde hij enkele technische studies aan de TH Delft, de H.T.S in Breda en de TH Eindhoven. De laatste studie breekt hij af wegens ernstige suïcidale depressies, waarvoor hij tot begin 1976 met succes behandeld werd in Oegstgeest en Eindhoven. Al die jaren bleef hij schrijven, maar trok hij zich terug uit de poëziegemeenschap door te breken met zijn uitgever Opwenteling. Hij werd werkzaam als werktuigbouwkundig ingenieur in de metaalindustrie in de regio Eindhoven tot aan zijn pensioen. Duizenden gedichten en prozafragmenten accumuleerden in zijn werkkamer. Thematisch verschoof zijn werk naar realisme, gepeperd met cynisme, vaak afgewisseld met mystiek en filosofisch werk.

## Muziek en poëzie
Hij kreeg muziekonderwijs en slagwerkles vanaf 1956 in Drumband 'Oud Ginneken' in Breda tot 1964. In zijn beginjaren als dichter trad hij al op met poëzie in cafés. In de jaren zeventig was hij drummer/percussionist en schreef hij songteksten voor de Folkrock-groep Matrix uit Breda en de Nederlandse / Belgische Symfonische rockgroep Flyte. Enkele korte verhalen verschenen bij Bruna, Utrecht. In de jaren '80 en '90 maakte hij deel uit van het feestorkest De Stofhappers uit Eindhoven. Hans speelde percussie in diverse bands en orkesten (Blindows, Klenbendje en Taffeseert). Als lid van de akoestische bluesband Ramblin' Dog won hij in 2016 de Publieksprijs van de Dutch Blues Challenge.
Eind jaren negentig begon hij aan de voltooiing van het manuscript van zijn trilogie Resonanties, vooral 's nachts werkend. Dat zou nog duren tot de zomer van 2013. Eind december 2013 verscheen zijn debuutroman: Koorddansen op Klompen. Op aandringen van Derrel Niemeijer van Literair Podium PepperPlus in Café De Gouden Bal in Eindhoven nam hij sinds begin 2013 weer deel aan poëzievoordrachten in Nederland en België. Nog datzelfde jaar publiceerde hij weer gedichten en begon hij weer voor te dragen. Regelmatig plaatst hij gedichten op zijn Facebook-, Instagram- en blogpagina's.
Na het overlijden van Pierre Maréchal in juli 2018 werd hij benoemd tot voorzitter van de PoëzieClub Eindhoven, sinds april 2021 Stichting Poëthement Eindhoven, KvK-nummer 17267826. Samen met dat collectief organiseert hij poëziepodiums in cafés en theaters in de regio Eindhoven en elders (Waalre, Oisterwijk, Breda, Purmerend). Hij is lid van de Vereniging van Kempische Schrijvers, het Schrijvers Collectief Meierij, poëziegroep Explanade in Waalre en de Dichters van Eijlders in Amsterdam. Hij is oprichter en leider van de Dichterstafel Eindhoven. Sinds 2017 is hij redacteur van Poëthement (periodiek van de PoëzieClub Eindhoven) en de jaarbundels De mooiste gedichten van 20xx. In 2020 redigeerde hij de eerste van een geprojecteerde serie poëziebundels met illustraties van beeldend kunstenaars, Poëzie verbeeld, met divers werk van Nico Keuning uit Eersel. In 2021 verscheen het tweede deel met het werk van fotograaf Luuk den Hartog uit Nuenen. Hij houdt workshops en coachings over het schrijven van poëzie en lezingen over promotie van poëzie-evenementen.
Eind 2022 initieert hij het project Schuld en Vrede met reacties in gedichten, kunstwerken en exposities over Anselm Kiefer, Paul Celan en Ingeborg Bachmann, dat in augustus 2023 resulteert in een gelijknamig sierboek.

## Publicaties

### Romans
Zijn proza kenmerkt zich door detaillering, lyrische beschrijvingen en de letterlijke weergave van dialogen. Eind december 2013 verscheen zijn debuutroman: Koorddansen op Klompen, het eerste deel van de trilogie Resonanties. Het boek trok aandacht door de thema's. Vanwege de beschrijvingen over de gevolgen van MS besteedde ook Stichting MS-Research er aandacht aan. Eind augustus 2014 volgde het tweede deel: Van Wolven en Stolpen en het derde, Uit het Zesde Huis in december 2015.
- Koorddansen op klompen, roman, Soest: Boekscout, 2013. ISBN 978-94-0220-481-0
- Van wolven en stolpen, roman, Soest: Boekscout, 2014, ISBN 978-94-0221-012-5
- Uit het zesde huis, roman, Soest: Boekscout, 2015 ISBN 978-94-0222-297-5

### Poëzie
Zijn poëzie kenmerkt zich door gelaagdheid en beeldspraak, en leent zich door ritmiek en woordklank voor voordracht. De onderwerpen zijn meestal prozaïsch en vallen soms onder pure lyriek. In november 2014 verscheen zijn eerste dichtbundel Tot waar het wringt en in oktober 2015 Voortvluchtige poëzie. De derde bundel Voorgoed genezen volgde eind september 2016. Een jaar later publiceerde hij samen met dichter Camiel Aarts en fotograaf Jan Hermans de bundel Kempische poëzie. In februari 2018 volgde zijn vierde bundel: Honger, dorst & verlossing. Deze laatste bundel kreeg een prima recensie in het Poëzietijdschrift 'Meander'. In maart 2020 verscheen de vijfde bundel: Zonder opgaaf van redenen. Zijn gedichten zijn inmiddels ook in tientallen bloemlezingen terug te vinden. Zijn privé-uitgave De Evelien gedichten kreeg een uitgebreide en positieve recensie op het poëzie-blog Kunst-Stukjes van Jurjen K. van der Hoek, oktober 2020. Ook Pom Wolff op zijn website Pomgedichten.nl bleek enthousiast, augustus 2022. In november 2022 verscheen zijn eerste bundel bij Uitgeverij Leeuwenhof uit Oostburg: Onderuit - 72 gedichten in 72 dagen, met een positieve ontvangst. Zie
- Tot waar het wringt, gedichten, Waalre: Heimdall, 2014, ISBN 978-94-91883-31-6
- Voortvluchtige poëzie, gedichten, Waalre: Heimdall, 2015, ISBN 978-94-91883-44-6
- Voorgoed genezen, gedichten, Waalre: Heimdall, 2016, ISBN 978-94-91883-64-4
- Kempische poëzie (met Camiel Aarts en Jan Hermans), gedichten, Waalre: Heimdall, 2017, ISBN 978-94-91883-77-4
- Honger, dorst & verlossing, gedichten, Waalre: Heimdall, 2018, ISBN 978-94-91883-89-7
- Zes huizen, Speciale Uitgave #1, proza-gedicht, eigen beheer, 2019
- Pythia, Speciale Uitgave #2, collage-gedicht, eigen beheer, 2020
- Zonder opgaaf van redenen, gedichten, Waalre, Heimdall-UHD, 2020, ISBN 978-94-93154-15-5
- De Evelien gedichten, Speciale Uitgave #4, gedichten, eigen beheer, 2020
- Onderuit: 72 gedichten in 72 dagen, gedichten, Oostburg: Leeuwenhof, 2022, ISBN 978-94-9315513-8

- International Standard Name Identifier: 0000 0004 5245 4207
- Nederlandse Thesaurus van Auteursnamen: 386036764
- Virtual International Authority File: 317166362
- WorldCat: E39PBJkHrqVKVHHkRBYtw7HcT3